# アウグスティナス・フレンゼリス
アウグスティナス・フレンゼリス（Augustinas Frenzelis、1898年12月4日 - 1968年6月23日）は、リトアニアおよびカナダの社会民主主義者。

## 経歴
1898年、プルティシュケス (Plutiškės）に生まれる。1919年から1921年までリトアニア軍に志願兵として従軍。1921年、カウナスの「パラマ」という店で店員として働く。
1922年、リトアニア社会民主党党員。1926年のクーデタの後、警察からの迫害を受け、1930年3月9日にカナダに亡命する。
1932年12月、トロントでリトアニア人の社会民主主義団体を結成する。1940年、トロントでカナダ・リトアニア人評議会を設立し、その中央委員会議長となる。
1952年以降はカナダ・リトアニア人社会民主連合の党首を務めた。